# ワイルド・メタル・カントリー
『ワイルド・メタル・カントリー』（英: Wild Metal Country）はDMA Designが開発したアクションゲームである。2000年には『Wild Metal』のタイトルでドリームキャスト版が発売された。
シングルプレイヤーまたはマルチプレイヤー向けに設計されたアクションゲームになるように開発されており、主人公であるプレイヤーは性能や色などが異なる種類の戦車を選択し、異なる惑星で他の戦車と戦うことになる。

## ストーリー
突如として制御不能になったマシンが人間たちを追い出し、惑星を引き継いでいた。その間、プレイヤーは惑星を回復する力を取り戻して敵を破壊し、さらに盗まれたパワーコアを回復することになっていく。

## マルチプレイ
マルチプレイ（インターネット）では他の惑星のいずれかのパワーコアがすべて回復し、それらを回収した賞金稼ぎチームは、戦利品とクレジットのために彼ら自身の間で現在戦っていくという物語である。

## 発売
2004年1月、Microsoft Windows版では、部品として再リリースされ、ロックスター・ゲームスは現在「ロックスター・クラシック」シリーズのゲームは既に1997年12月に発売された『グランド・セフト・オート』（グランド・セフト・オートシリーズ）などを含んでおり、同社のWebサイトやsteamで入手出来ていた。